# Honnahalli, Bellary
Honnahalli là một làng thuộc tehsil Bellary, huyện Bellary, bang Karnataka, Ấn Độ.